# Carla-de-Roquefort

Carla-de-Roquefort este o comună în departamentul Ariège din sudul Franței. În 1 ianuarie 2022 avea o populație de 166 de locuitori.